# 池江敏郎
池江 敏郎（いけえ としろう、1935年 - 2007年1月17日）は、日本中央競馬会 (JRA) 所属の厩務員。
中央競馬の元騎手で元調教師の池江泰郎は弟、中央競馬の厩務員池江秀也は弟、中央競馬の調教師池江泰寿と、中央競馬の調教助手池江敏行は甥。

## 来歴
宮崎県西臼杵郡日之影村（現・日之影町）出身。
看板を制作する職人、建設作業員を経て繊維工場の労働者となったが、第一次オイルショックの影響で解雇され、1974年に弟である池江泰郎の勧めを受けて中央競馬の厩務員となった。
はじめは京都競馬場の上田武司厩舎に所属し、その後瀬戸口勉厩舎へ移籍した。第二次競馬ブームの際、オグリキャップの担当厩務員として有名になった。1990年にはオグリキャップ調教師の瀬戸口勉、調教助手の辻本光雄と共に3人で東京競馬記者クラブ賞を受賞した。オグリキャップがケガが元となって不振が続いていた時期にはキック力をよみがえらせるために1日30分腰にマイクロレーダーを当て続け、その結果1.2あった視力が0.5にまで落ちてしまったのだという。
退職後の2007年1月17日、心臓病のために死去。

## おもな担当競走馬
- オグリキャップ[3][1][2]
- ダイエースワロー
- ノトリィフォー
- マルゼンジェット
- オグリワン[3]

## 受賞歴
- 東京競馬記者クラブ賞（1990年「オグリキャップのスタッフ」のひとりとして受賞）[4][6]